# Vittjärvsträskets bro

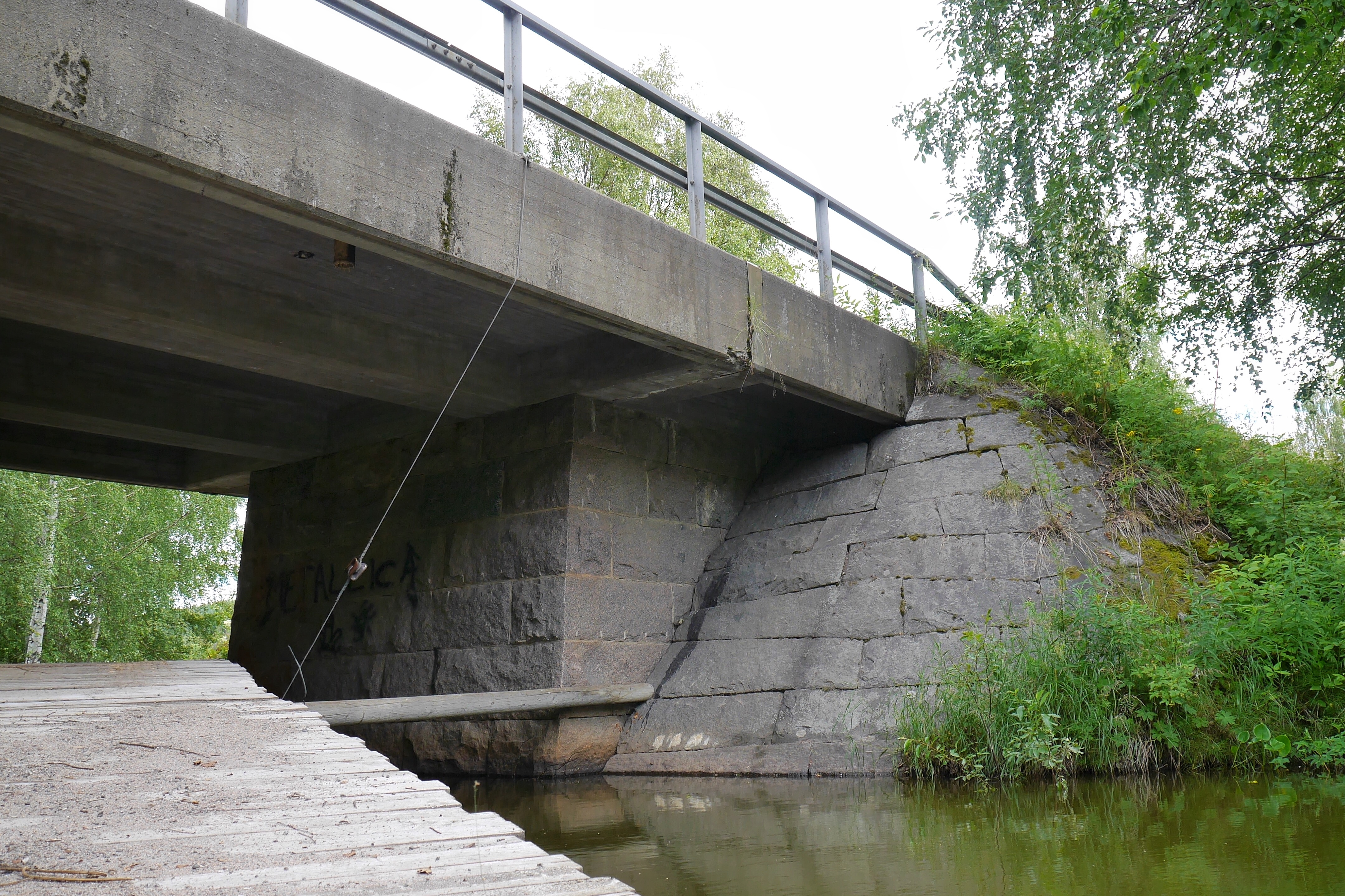
Bro över Vittjärvsträskets utlopp, sommaren 2016.

Vittjärvsträskets bro är en bro byggd 1935 över Vittjärvsträskets utlopp i Vittjärv, Boden och är av typen "fritt upplagd balkbro".
Bron är enligt länsstyrelsen en kulturhistoriskt värdefull vägbro och stenarbetet anses ha en ovanligt hög kvalitet.
Bron är 13,5 meter lång och 7,0 meter bred med en spännvidd på 5,9 meter.